# Sunbeam 350 HP
La Sunbeam 350 HP, in seguito rinominata Blue Bird, è stata una vettura da record, la prima equipaggiata con un motore aeronautico e più volte detentrice del record di velocità su terra.

## Il progetto
L'idea e lo sviluppo di una nuova vettura da competizione furono portati avanti dall'allora capo ingegnere e manager del reparto corse della Sunbeam, Louis Coatalen.
Fu deciso, per la prima volta su una autovettura, di utilizzare un motore aeronautico. La scelta cadde sul Sunbeam Manitou, motore progettato dallo stesso Coatalen e usualmente impiegato su idrovolanti.
Il motore subì diverse modifiche, tra cui un aumento della corsa, che passò da 135 a 142 mm, portando così la cilindrata dagli originali 15.395 a 18.332 cm³. Crebbe anche la potenza, che passò da 300 a 355 BHP (360 CV). Fu proprio dal numero dei suoi cavalli che la vettura prese il nome di 350 HP.
Il motore originale impiegava una distribuzione a doppio albero a camme in testa con 4 valvole per cilindro, mentre sulla 350 HP si impiegò una più semplice distribuzione monoalbero a 3 valvole, 1 all'aspirazione e 2 allo scarico.
La vettura adottava il sistema di trasmissione Hotchkiss, che prevedeva un albero di trasmissione con due giunti alle estremità. Fu una scelta allora non comune, in quanto all'epoca e per gli anni successivi, la scelta privilegiata anche per le autovetture di elevate prestazioni come quelle destinate al record di velocità era la catena di trasmissione.
La carrozzeria era in alluminio. La vettura venne dotata di una vistosa presa d'aria anteriore, che serviva a convogliare meglio l'aria al radiatore.
Nel 1919, negli stabilimenti di Wolverhampton, venne avviata la costruzione della vettura, terminata agli inizi del 1920. Sul cofano e sulla parte di carrozzeria attorno al posto di guida venne lasciato l'alluminio a vista, il resto della vettura fu dipinto di verde.

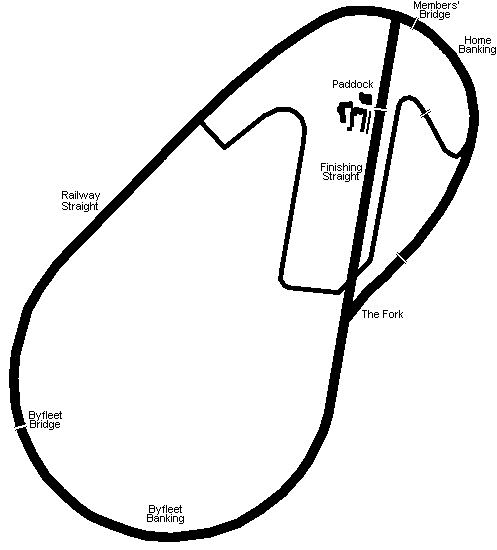
Il circuito di Brooklands, su cui la 350 HP stabilì diversi record.

## Le competizioni e il primo record
La 350 HP debuttò durante un Meeting sul circuito di Brooklands, nel 1920. La vettura, guidata da Harry Hawker, ebbe un incidente durante le prove e non poté prendere parte alla gara.
La vettura non riuscì a prendere parte nemmeno alla gara successiva, a causa di problemi al motore.
A fine anno, Coatalen prestò la 350 HP al pilota francese René Thomas, che in Francia vinse la Gaillon Hill Climb, segnando il nuovo record della corsa con una media di 108 mph (173,81 km/h).
Coatalen decise di affidare la 350 HP a Kenelm Lee Guinness, pilota automobilistico di fama nonché amico dello stesso Coatalen.
Guinness e la 350 HP presero parte al Meeting sul circuito di Brooklands dell'anno successivo. Durante l'evento Lightning Short Handicap, che si correva sulla distanza di un giro e un rettilineo, la 350 HP soffrì di problemi al cambio, con la rottura della seconda marcia. Guinness decise di prendere parte agli eventi successivi nonostante il guasto meccanico. Al Long Handicap races, che si correva sulla distanza di due giri e un rettilineo, Guinnes riuscì a conquistare il secondo posto alla media di 116 mph (186.68 km/h), registrando una velocità di massima di 140 mph (225,31 km/h).
Guinness, intenzionato a battere il record di velocità, l'anno successivo tornò a Brooklands. Il 17 maggio, oltre al record sul giro con una media di 123,30 mph (198,43 km/h), conquistò anche il record di velocità sia sul miglio che sul chilometro lanciato, rispettivamente con una velocità media 129.17 mph (207,88 km/h) e di 133,75 mph (215,25 km/h), Record che rimasero imbattuti per oltre due anni.

## I tentativi di Campbell

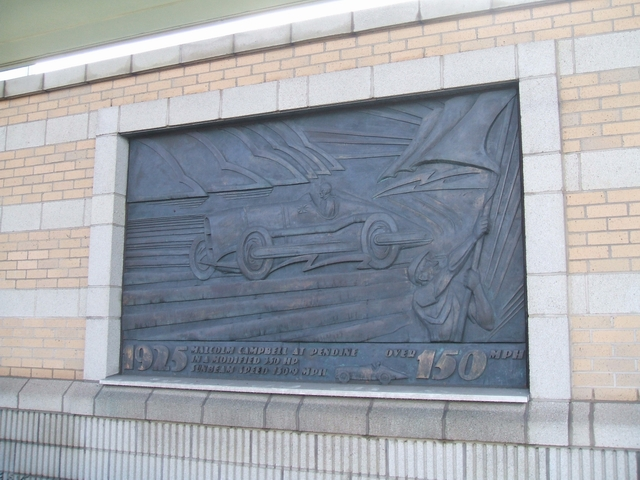
Una targa commemorativa del record del 1925.

Nello stesso anno, il britannico Malcolm Campbell, appassionato di corse e deciso a conquistare il record di velocità, provò ad acquistare da Coatalen la 350 HP. Quest'ultimo inizialmente si rifiutò di vendergliela, ma gliela concesse comunque in prestito per il Meeting annuale del Automobile Clud dello Yorkshire a Saltburn-by-the-Sea. Campbell riuscì a superare il record di Guinness, ma la sua prestazione non venne omologata.
Nel 1923 Coatalen acconsentì a vendere la vettura a Campbell.
La vettura fu ridipinta in blu, il colore portafortuna di Campbell. Scomparve la scritta "SUNBEAM" dal cofano e venne dipinta sui lati la bandiera del Regno Unito. Campbell cambiò anche il nome della vettura in Blue Bird, nome che sarebbe stato tramandato alle successive vetture e imbarcazioni utilizzate dal britannico.
Campbell e la 350 HP arrivarono sull'isola di Fanø, dove si teneva il Meeting annuale dell'Automobile Club di Danimarca.
La vettura segnò nuovamente il record, ma anche in questa occasione i giudici non omologarono la prestazione di Campbell.
Il pilota britannico tornò sull'isola l'anno successivo. Durante la corsa di ritorno, complici le scarse condizioni della sabbia, che già avevano dati problemi nella prima corsa, una delle ruote anteriori si staccò mentre la vettura correva ad oltre 140 mph.
La ruota finì tra la folla, non sufficientemente tenuta a distanza dalle autorità, colpendò un ragazzo che rimase ucciso.

## Gli ultimi record
Nel 1924 la Blue Bird fu sottoposta a diverse modifiche. Campbell commissionò alla Boulton & Paul un nuovo corpo vettura più aerodinamico. Fra le varie modifiche, notevole è la nuova lunga coda, che si prolungava molto oltre le ruote posteriori.
Inoltre la carrozzeria copriva più zone, e furono rimossi i rivetti sporgenti.
In quell'anno il record di Guinness era già stato battuto due volte, prima da René Thomas con La Torpille, e in seguito da Ernest Eldridge con la Fiat Mefistofele.
Il 25 settembre, sulla spiaggia di Pendine Sands, Campbell portò la Blue Bird a 146,16 mph (235,17 km/h), meno di 1 mph sopra a quello di Eldridge, ma sufficiente a conquistare il record.
La vettura fu quindi messa in vendita, alla cifra di 1.550 sterline.
Ma quando Campbell seppe che il britannico J. G. Parry-Thomas avrebbe provato a conquistare il primato con la sua Babs, decise di provare a migliorare il proprio record.
La Blue Bird fu sottoposta ad ulteriori modifiche, tra cui la rimozione dei due lunghi tubi di scarico 6 in 1, lasciando i singoli collettori di poco sporgenti dal cofano.
La vettura fu ridipinta sempre in blu meno il cofano che rimase con l'alluminio a vista.
Il 21 luglio del 1925, sempre a Pendine Sands, Campbell fece segnare una media di 150,76 mph, confermando il suo record, che resistette per 10 mesi, finché non venne battuto da Henry Segrave e dalla sua Sunbeam Ladybird.
La Sunbeam 350 HP divenne la prima vettura a superare le 150 mph.
Attualmente la Sunbeam 350 HP è conservata al National Motor Museum di Beaulieu.